# Syczuan
Syczuan (Sichuan wym.[sɨ̂tʂʰwán]ⓘ, chiń. 四川; pinyin Sìchuān; Wade-Giles Ssu-ch’uan) – prowincja w południowo-zachodnich Chinach, ze stolicą w Chengdu. Powierzchnia 485 tys. km kwadratowych, ludność 83,67 mln (2020).

## Podział

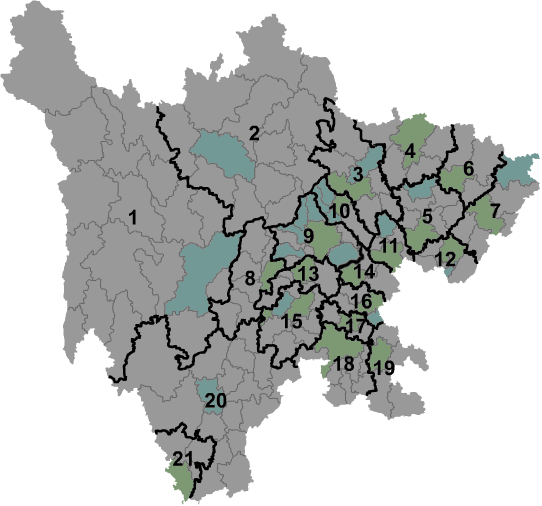
Mapa prowincji

Syczuan dzieli się na 18 prefektur i 3 prefektury autonomiczne.
| #                       | Nazwa             | Jednostka administracyjna | Hanzi Hanyu Pinyin                              | Ludność (2010)    |                   |
| Stolica prowincji       | Stolica prowincji | Stolica prowincji         | Stolica prowincji                               | Stolica prowincji | Stolica prowincji |
| ----------------------- | ----------------- | ------------------------- | ----------------------------------------------- | ----------------- | ----------------- |
| 9                       | Chengdu           | Qingyang                  | 成都市 Chéngdū Shì                              | 14 047 625        |                   |
| Prefektury              |                   |                           |                                                 |                   |                   |
| 3                       | Mianyang          | Fucheng                   | 绵阳市 Miányáng Shì                             | 4 613 862         |                   |
| 4                       | Guangyuan         | Lizhou                    | 广元市 Gǔangyúan Shì                            | 2 484 125         |                   |
| 5                       | Nanchong          | Shunqing                  | 南充市 Nánchōng Shì                             | 6 278 622         |                   |
| 6                       | Bazhong           | Bazhou                    | 巴中市 Bāzhōng Shì                              | 3 283 771         |                   |
| 7                       | Dazhou            | Tongchuan                 | 达州市 Dázhōu Shì                               | 5 468 092         |                   |
| 8                       | Ya’an             | Yucheng                   | 雅安市 Yǎ’ān Shì                                | 1 507 264         |                   |
| 10                      | Deyang            | Jingyang                  | 德阳市 Déyáng Shì                               | 3 615 759         |                   |
| 11                      | Suining           | Chuanshan                 | 遂宁市 Sùiníng Shì                              | 3 252 551         |                   |
| 12                      | Guang’an          | Guang’an                  | 广安市 Guǎng’ān Shì                             | 3 205 476         |                   |
| 13                      | Meishan           | Dongpo                    | 眉山市 Méishān Shì                              | 2 950 548         |                   |
| 14                      | Ziyang            | Yanjiang                  | 资阳市 Zīyáng Shì                               | 3 665 064         |                   |
| 15                      | Leshan            | Shizhong                  | 乐山市 Lèshān Shì                               | 3 235 756         |                   |
| 16                      | Neijiang          | Shizhong                  | 内江市 Nèijiāng Shì                             | 3 702 847         |                   |
| 17                      | Zigong            | Ziliujing                 | 自贡市 Zìgòng Shì                               | 2 678 898         |                   |
| 18                      | Yibin             | Cuiping                   | 宜宾市 Yíbīn Shì                                | 4 472 001         |                   |
| 19                      | Luzhou            | Jiangyang                 | 泸州市 Lúzhōu Shì                               | 4 218 426         |                   |
| 21                      | Panzhihua         | Dong                      | 攀枝花市 Pānzhīhūa Shì                          | 1 214 121         |                   |
| Prefektury autonomiczne |                   |                           |                                                 |                   |                   |
| 1                       | Garzê             | Kangding                  | 甘孜藏族自治州 Gānzī Zàngzú Zìzhìzhōu           | 1 091 872         |                   |
| 2                       | Ngawa             | Barkam                    | 阿坝藏族羌族自治州 Ābà Zàngzú Qiāngzú Zìzhìzhōu | 898 713           |                   |
| 20                      | Liangshan         | Xichang                   | 凉山彝族自治州 Liángshān Yízú Zìzhìzhōu         | 4 532 809         |                   |

## Trzęsienie ziemi
W poniedziałek 12 maja 2008 roku o godzinie 14:28 czasu lokalnego prefekturę Ngawa oddaloną o 90 km na północny zachód od stolicy prowincji Chengdu nawiedziło trzęsienie ziemi o sile 7,8 stopni w skali Richtera.